# Steinachsrangen
Steinachsrangen är ett kommunfritt område i Landkreis Bamberg i Regierungsbezirk Oberfranken i förbundslandet Bayern i Tyskland.